# Richard Valentine Morris
Pour les articles homonymes, voir Richard Morris (homonymie).
Richard Valentine Morris, né le 8 mars 1768 à Morrisania (comté de Westchester) et décédé le 13 mai 1815 à New York, est un officier de l'United States Navy et un homme politique américain.

## Biographie
Nommé capitaine le 7 juin 1798, Morris prend le commandement de la frégate Adams. Il participe à la quasi-guerre contre la France et capture à cette occasion de nombreux navires battant pavillon français.
Il sert également lors de la première guerre barbaresque, comme commandant de la Mediterranean Squadron en 1802. Au commandement de la frégate Chesapeake, il lance un blocus sur la ville de Tripoli. L'échec de ce blocus lui vaut d'être renvoyé à Gibraltar pour le reste de la guerre. Relevé de son commandement et remplacé par le commodore Edward Preble à bord de la Constitution, il est rappelé aux États-Unis pour faire face à une commission d'enquête.
Avec l'autorisation du président Thomas Jefferson, le secrétaire à la Marine Robert Smith casse le rang de capitaine de Morris et le renvoie de la marine,. En 1804, il écrit un livre, A defence of the conduct of Commodore Morris during his command in the Mediterranean : with strictures on the report of the court of enquiry held at Washington pour défendre sa cause.
Il devient membre du parti fédéraliste au sein de la New York State Assembly en 1814.
Il meurt le 13 mai 1815 à New York.

## Famille
Il est le fils de Lewis Morris, signataire de la Déclaration d'indépendance des États-Unis.